# Nabisco Grand Prix 1986
Il Nabisco Grand Prix 1986 è una serie di tornei maschili di tennis. Esso include i 4 tornei dello Slam, 4 del circuito World Championship Tennis e tutti gli altri tornei del Grand Prix. È iniziato il 6 gennaio con l'Heineken Open e il Masters Doubles WCT e si è concluso l'8 dicembre con la finale del Masters.

## Calendario

### Gennaio
| Settimana  | Torneo                                                                                             | Vincitore                                              | Finalista                          | Semifinalisti             | Eliminati ai quarti                                      |
| ---------- | -------------------------------------------------------------------------------------------------- | ------------------------------------------------------ | ---------------------------------- | ------------------------- | -------------------------------------------------------- |
| 6 gennaio  | Heineken Open 1986 Auckland, Nuova Zelanda Singolare - Doppio                                      | Mark Woodforde 6-4, 6-3, 3-6, 6-4                      | Bud Schultz                        | Wally Masur Bill Scanlon  | Craig A. Miller Brett Dickinson David Lewis Brad Drewett |
| 6 gennaio  | Heineken Open 1986 Auckland, Nuova Zelanda Singolare - Doppio                                      | Broderick Dyke Wally Masur 6-3, 6-4                    | Karl Richter Rick Rudeen           | Wally Masur Bill Scanlon  | Craig A. Miller Brett Dickinson David Lewis Brad Drewett |
| 6 gennaio  | Masters Doubles WCT 1986 New York, Stati Uniti Doppio                                              | Heinz Günthardt Balázs Taróczy 6–4, 1–6, 7–6, 6–7, 6–4 | Paul Annacone Christo van Rensburg |                           | Perdenti round robin                                     |
| 27 gennaio | U.S. Pro Indoor 1986 Filadelfia, Pennsylvania, USA Sintetico indoor - 465 000 $ Singolare - Doppio | Ivan Lendl walkover                                    | Tim Mayotte                        | Brad Gilbert Yannick Noah | Paul Annacone Jakob Hlasek Kevin Curren Jimmy Connors    |
| 27 gennaio | U.S. Pro Indoor 1986 Filadelfia, Pennsylvania, USA Sintetico indoor - 465 000 $ Singolare - Doppio | Scott Davis David Pate 6–4, 6–7, 6–3                   | Stefan Edberg Anders Järryd        | Brad Gilbert Yannick Noah | Paul Annacone Jakob Hlasek Kevin Curren Jimmy Connors    |

### Febbraio
| Settimana   | Torneo                                                                                       | Vincitore                              | Finalista                     | Semifinalisti                 | Eliminati ai quarti                                        |
| ----------- | -------------------------------------------------------------------------------------------- | -------------------------------------- | ----------------------------- | ----------------------------- | ---------------------------------------------------------- |
| 3 febbraio  | Toronto Indoor 1986 Toronto, Canada Sintetico indoor - 150 000 $ Singolare - Doppio          | Joakim Nyström 6-1 6-4                 | Milan Šrejber                 | Jonathan Canter Peter Fleming | Jonas Svensson Bob Green Glenn Michibata Glenn Layendecker |
| 3 febbraio  | Toronto Indoor 1986 Toronto, Canada Sintetico indoor - 150 000 $ Singolare - Doppio          | Wojciech Fibak Joakim Nyström 6–3, 7–6 | Christo Steyn Danie Visser    | Jonathan Canter Peter Fleming | Jonas Svensson Bob Green Glenn Michibata Glenn Layendecker |
| 3 febbraio  | Volvo U.S. National Indoor 1986 Memphis, USA Sintetico indoor - 250 000 $ Singolare - Doppio | Brad Gilbert 7-5 7-6                   | Stefan Edberg                 | Anders Järryd Mikael Pernfors | Jimmy Connors Paul Annacone Kevin Curren Johan Kriek       |
| 3 febbraio  | Volvo U.S. National Indoor 1986 Memphis, USA Sintetico indoor - 250 000 $ Singolare - Doppio | Ken Flach Robert Seguso 2-6, 7-6, 7-6  | Guy Forget Anders Järryd      | Anders Järryd Mikael Pernfors | Jimmy Connors Paul Annacone Kevin Curren Johan Kriek       |
| 10 febbraio | Miami Open 1986 Boca West, Stati Uniti Cemento - 750 000 $ Singolare - Doppio                | Ivan Lendl 3–6, 6–1, 7–6, 6–4          | Mats Wilander                 | Jimmy Connors Stefan Edberg   | Joakim Nyström Yannick Noah Milan Šrejber Guy Forget       |
| 10 febbraio | Miami Open 1986 Boca West, Stati Uniti Cemento - 750 000 $ Singolare - Doppio                | Brad Gilbert Vince Van Patten Walkover | Stefan Edberg Anders Järryd   | Jimmy Connors Stefan Edberg   | Joakim Nyström Yannick Noah Milan Šrejber Guy Forget       |
| 24 febbraio | La Quinta Classic 1986 La Quinta, Stati Uniti Cemento - 325 000 $ Singolare - Doppio         | Joakim Nyström 6-1 6-3 6-2             | Yannick Noah                  | Thierry Tulasne Jimmy Connors | Mats Wilander Mikael Pernfors Boris Becker David Pate      |
| 24 febbraio | La Quinta Classic 1986 La Quinta, Stati Uniti Cemento - 325 000 $ Singolare - Doppio         | Peter Fleming Guy Forget 7–6, 6–2      | Yannick Noah Sherwood Stewart | Thierry Tulasne Jimmy Connors | Mats Wilander Mikael Pernfors Boris Becker David Pate      |

### Marzo
| Settimana | Torneo                                                                                       | Vincitore                                        | Finalista                           | Semifinalisti                    | Eliminati ai quarti                                     |
| --------- | -------------------------------------------------------------------------------------------- | ------------------------------------------------ | ----------------------------------- | -------------------------------- | ------------------------------------------------------- |
| 10 marzo  | Milan Indoor 1986 Milano, Italia Sintetico indoor - 385 000 $ Singolare - Doppio             | Ivan Lendl 6-2 6-2 6-4                           | Joakim Nyström                      | Miloslav Mečíř Anders Järryd     | Jakob Hlasek Sergio Casal Amos Mansdorf Bob Green       |
| 10 marzo  | Milan Indoor 1986 Milano, Italia Sintetico indoor - 385 000 $ Singolare - Doppio             | Colin Dowdeswell Christo Steyn 6–3, 4–6, 6–1     | Brian Levine Laurie Warder          | Miloslav Mečíř Anders Järryd     | Jakob Hlasek Sergio Casal Amos Mansdorf Bob Green       |
| 10 marzo  | Lorraine Open 1986 Metz, Francia Sintetico indoor - 99 000 $ Singolare - Doppio              | Thierry Tulasne 6-4 6-3                          | Broderick Dyke                      | Michiel Schapers Mansour Bahrami | Todd Nelson Mark Dickson Jörgen Windahl Ivo Werner      |
| 10 marzo  | Lorraine Open 1986 Metz, Francia Sintetico indoor - 99 000 $ Singolare - Doppio              | Wojciech Fibak Guy Forget 2–6, 6–2, 6–4          | Francisco González Michiel Schapers | Michiel Schapers Mansour Bahrami | Todd Nelson Mark Dickson Jörgen Windahl Ivo Werner      |
| 17 marzo  | Brussels Indoor 1986 Bruxelles, Belgio Sintetico indoor - 310 000 $ Singolare - Doppio       | Mats Wilander 6-2 6-3                            | Broderick Dyke                      | Joakim Nyström Miloslav Mečíř    | Jonathan Canter Kevin Curren Anders Järryd Guy Forget   |
| 17 marzo  | Brussels Indoor 1986 Bruxelles, Belgio Sintetico indoor - 310 000 $ Singolare - Doppio       | Boris Becker Slobodan Živojinović 7–6, 7–5       | John Fitzgerald Tomáš Šmíd          | Joakim Nyström Miloslav Mečíř    | Jonathan Canter Kevin Curren Anders Järryd Guy Forget   |
| 17 marzo  | Paine Webber Classic 1986 Fort Myers, Stati Uniti Cemento - 315 000 $ Singolare - Doppio     | Ivan Lendl 6-2 6-0                               | Jimmy Connors                       | Andrés Gómez Tim Mayotte         | David Pate Johan Kriek Greg Holmes Todd Witsken         |
| 17 marzo  | Paine Webber Classic 1986 Fort Myers, Stati Uniti Cemento - 315 000 $ Singolare - Doppio     | Andrés Gómez Ivan Lendl 7–5, 6–4                 | Peter Doohan Paul McNamee           | Andrés Gómez Tim Mayotte         | David Pate Johan Kriek Greg Holmes Todd Witsken         |
| 24 marzo  | Rotterdam Open 1986 Rotterdam, Paesi Bassi Sintetico indoor - 315 000 $ Singolare - Doppio   | Joakim Nyström 6-0 6-3                           | Anders Järryd                       | Eric Jelen Guy Forget            | Tomáš Šmíd Emilio Sánchez Wojciech Fibak Stefan Edberg  |
| 24 marzo  | Rotterdam Open 1986 Rotterdam, Paesi Bassi Sintetico indoor - 315 000 $ Singolare - Doppio   | Stefan Edberg Slobodan Živojinović 2–6, 6–3, 6–2 | Wojciech Fibak Matt Mitchell        | Eric Jelen Guy Forget            | Tomáš Šmíd Emilio Sánchez Wojciech Fibak Stefan Edberg  |
| 24 marzo  | Chicago Grand Prix 1986 Chicago, Stati Uniti Sintetico indoor - 315 000 $ Singolare - Doppio | Boris Becker 7-6 6-3                             | Ivan Lendl                          | Scott Davis Jimmy Connors        | Johan Kriek Kevin Curren Paul Annacone Andrés Gómez     |
| 24 marzo  | Chicago Grand Prix 1986 Chicago, Stati Uniti Sintetico indoor - 315 000 $ Singolare - Doppio | Ken Flach Robert Seguso 6–0, 7–5                 | Eddie Edwards Francisco González    | Scott Davis Jimmy Connors        | Johan Kriek Kevin Curren Paul Annacone Andrés Gómez     |
| 31 marzo  | Cologne Grand Prix 1986 Colonia, Germania Cemento indoor - 142 000 $ Singolare - Doppio      | Jonas Svensson 6-7 6-2 6-2                       | Stefan Eriksson                     | Anders Järryd Karel Nováček      | Gary Donnelly Chip Hooper Amos Mansdorf Libor Pimek     |
| 31 marzo  | Cologne Grand Prix 1986 Colonia, Germania Cemento indoor - 142 000 $ Singolare - Doppio      | Kelly Evernden Chip Hooper 6–4, 6–7, 6–3         | Jan Gunnarsson Peter Lundgren       | Anders Järryd Karel Nováček      | Gary Donnelly Chip Hooper Amos Mansdorf Libor Pimek     |
| 31 marzo  | Atlanta Open 1986 Atlanta, Stati Uniti Sintetico indoor - 279 000 $ Singolare - Doppio       | Kevin Curren 7-6 7-6                             | Tim Wilkison                        | Brian Teacher David Pate         | Mikael Pernfors Eliot Teltscher Brad Gilbert Mike Leach |
| 31 marzo  | Atlanta Open 1986 Atlanta, Stati Uniti Sintetico indoor - 279 000 $ Singolare - Doppio       | Andy Kohlberg Robert Van't Hof 6-2, 6-3          | Christo Steyn Danie Visser          | Brian Teacher David Pate         | Mikael Pernfors Eliot Teltscher Brad Gilbert Mike Leach |

### Aprile
| Settimana | Torneo | Vincitore                                | Finalista                            | Semifinalisti                   | Eliminati ai quarti                                              |
| --------- | --- | ---------------------------------------- | ------------------------------------ | ------------------------------- | ---------------------------------------------------------------- |
| 7 aprile  | Grand Prix Bari 1986 Bari, Italia Terra rossa - 85 000 $ Singolare - Doppio                                    | Kent Carlsson 7-5 6-7 7-5                | Horacio de la Peña                   | José López Maeso Simone Colombo | Paolo Canè Lawson Duncan Wolfgang Popp Hans Schwaier             |
| 7 aprile  | Grand Prix Bari 1986 Bari, Italia Terra rossa - 85 000 $ Singolare - Doppio                                    | Gary Donnelly Tomáš Šmíd 2–6, 6–4, 6–4   | Sergio Casal Emilio Sánchez          | José López Maeso Simone Colombo | Paolo Canè Lawson Duncan Wolfgang Popp Hans Schwaier             |
| 7 aprile  | WCT Finals 1986 Dallas, Stati Uniti Sintetico indoor - 500 000 $ Singolare                                     | Anders Järryd 6-7 6-1 6-1 6-4            | Boris Becker                         | Mats Wilander Stefan Edberg     | Johan Kriek Joakim Nyström Yannick Noah Paul Annacone            |
| 13 aprile | ATP Nizza 1986 Nizza, Francia Terra rossa - 80 000 $ Singolare - Doppio                                        | Emilio Sánchez 6-1 6-3                   | Paul McNamee                         | Jordi Arrese Sergio Casal       | Thierry Tulasne Florin Segărceanu Tarik Benhabiles Marián Vajda  |
| 13 aprile | ATP Nizza 1986 Nizza, Francia Terra rossa - 80 000 $ Singolare - Doppio                                        | Jakob Hlasek Pavel Složil 6-3, 4-6, 11-9 | Gary Donnelly Colin Dowdeswell       | Jordi Arrese Sergio Casal       | Thierry Tulasne Florin Segărceanu Tarik Benhabiles Marián Vajda  |
| 21 aprile | Monte Carlo Open 1986 Monte Carlo, Monaco Terra rossa - 325 000 $ Singolare - Doppio                           | Joakim Nyström 6-3 6-2                   | Yannick Noah                         | Mats Wilander Stefan Edberg     | Ronald Agénor Fernando Luna Jakob Hlasek Andrés Gómez            |
| 21 aprile | Monte Carlo Open 1986 Monte Carlo, Monaco Terra rossa - 325 000 $ Singolare - Doppio                           | Guy Forget Yannick Noah 6-4, 3-6, 6-4    | Joakim Nyström Mats Wilander         | Mats Wilander Stefan Edberg     | Ronald Agénor Fernando Luna Jakob Hlasek Andrés Gómez            |
| 28 aprile | Madrid Tennis Grand Prix 1986 Madrid, Spagna Terra rossa - 85 000 $ Singolare - Doppio                         | Joakim Nyström 6-1 6-1                   | Kent Carlsson                        | Andreas Maurer Anders Järryd    | Víctor Pecci Luiz Mattar Tore Meinecke Marcelo Ingaramo          |
| 28 aprile | Madrid Tennis Grand Prix 1986 Madrid, Spagna Terra rossa - 85 000 $ Singolare - Doppio                         | Anders Järryd Joakim Nyström 6-2, 6-2    | Jesús Colás David de Miguel Lapiedra | Andreas Maurer Anders Järryd    | Víctor Pecci Luiz Mattar Tore Meinecke Marcelo Ingaramo          |
| 28 aprile | U.S. Men's Clay Court Championships 1986 Indianapolis, Indiana, USA Terra rossa - 375 000 $ Singolare - Doppio | Andrés Gómez 6-4 7-6                     | Thierry Tulasne                      | Jimmy Arias Martín Jaite        | Eduardo Bengoechea Aaron Krickstein Jakob Hlasek Mikael Pernfors |
| 28 aprile | U.S. Men's Clay Court Championships 1986 Indianapolis, Indiana, USA Terra rossa - 375 000 $ Singolare - Doppio | Andrés Gómez Hans Gildemeister 6-4, 6-3  | John Fitzgerald Sherwood Stewart     | Jimmy Arias Martín Jaite        | Eduardo Bengoechea Aaron Krickstein Jakob Hlasek Mikael Pernfors |

### Maggio
| Settimana | Torneo | Vincitore                                               | Finalista                                | Semifinalisti                   | Eliminati ai quarti                                                |
| --------- | --- | ------------------------------------------------------- | ---------------------------------------- | ------------------------------- | ------------------------------------------------------------------ |
| 5 maggio  | Internazionali di Tennis di Baviera 1986 Monaco di Baviera, Germania Terra rossa - 117 000 $ Singolare - Doppio | Emilio Sánchez 6-1 6-3                                  | Ricki Osterthun                          | Jonas Svensson Eliot Teltscher  | Miloslav Mečíř Kent Carlsson Eric Jelen Thomas Muster              |
| 5 maggio  | Internazionali di Tennis di Baviera 1986 Monaco di Baviera, Germania Terra rossa - 117 000 $ Singolare - Doppio | Sergio Casal Emilio Sánchez 6-3, 4-6, 6-4               | Broderick Dyke Wally Masur               | Jonas Svensson Eliot Teltscher  | Miloslav Mečíř Kent Carlsson Eric Jelen Thomas Muster              |
| 5 maggio  | WCT Tournament of Champions 1986 Forest Hills, USA Terra rossa - 615 000 $ Singolare - Doppio                   | Yannick Noah 7-6 6-0                                    | Guillermo Vilas                          | Ivan Lendl Martín Jaite         | Thierry Tulasne Pablo Arraya Joakim Nyström Boris Becker           |
| 5 maggio  | WCT Tournament of Champions 1986 Forest Hills, USA Terra rossa - 615 000 $ Singolare - Doppio                   | Hans Gildemeister Andrés Gómez 7–6, 7–5                 | Boris Becker Slobodan Živojinović        | Ivan Lendl Martín Jaite         | Thierry Tulasne Pablo Arraya Joakim Nyström Boris Becker           |
| 12 maggio | Internazionali d'Italia 1986 Roma, Italia Terra rossa - 435 000 $ Singolare - Doppio                            | Ivan Lendl 7–5, 4–6, 6–1, 6–1                           | Emilio Sánchez                           | Yannick Noah Mats Wilander      | Henri Leconte Diego Pérez Boris Becker Libor Pimek                 |
| 12 maggio | Internazionali d'Italia 1986 Roma, Italia Terra rossa - 435 000 $ Singolare - Doppio                            | Guy Forget Yannick Noah 7–6, 6–2                        | Mark Edmondson Sherwood Stewart          | Yannick Noah Mats Wilander      | Henri Leconte Diego Pérez Boris Becker Libor Pimek                 |
| 19 maggio | ATP Firenze 1986 Firenze, Italia Terra rossa - 100 000 $ Singolare - Doppio                                     | Andrés Gómez 6-3 6-4                                    | Henrik Sundström                         | Claudio Mezzadri Emilio Sánchez | Diego Pérez Francesco Cancellotti Thomas Muster Horacio de la Peña |
| 19 maggio | ATP Firenze 1986 Firenze, Italia Terra rossa - 100 000 $ Singolare - Doppio                                     | Sergio Casal Emilio Sánchez 6-4, 7-6                    | Mike De Palmer Gary Donnelly             | Claudio Mezzadri Emilio Sánchez | Diego Pérez Francesco Cancellotti Thomas Muster Horacio de la Peña |
| 26 maggio | Open di Francia 1986 Parigi, Francia Grande Slam Terra rossa Singolare - Doppio - Doppio misto                  | Ivan Lendl 6-3 6-2 6-4                                  | Mikael Pernfors                          | Johan Kriek Henri Leconte       | Andrés Gómez Guillermo Vilas Boris Becker Andrej Česnokov          |
| 26 maggio | Open di Francia 1986 Parigi, Francia Grande Slam Terra rossa Singolare - Doppio - Doppio misto                  | John Fitzgerald Tomáš Šmíd 6–3, 4–6, 6–3, 6(4)–7, 14–12 | Stefan Edberg Anders Järryd              | Johan Kriek Henri Leconte       | Andrés Gómez Guillermo Vilas Boris Becker Andrej Česnokov          |
| 26 maggio | Open di Francia 1986 Parigi, Francia Grande Slam Terra rossa Singolare - Doppio - Doppio misto                  | Kathy Jordan Ken Flach 3–6, 7–6(3), 6–3                 | Rosalyn Fairbank Nideffer Mark Edmondson | Johan Kriek Henri Leconte       | Andrés Gómez Guillermo Vilas Boris Becker Andrej Česnokov          |

### Giugno
| Settimana | Torneo                                                                                        | Vincitore                                     | Finalista                           | Semifinalisti                      | Eliminati ai quarti                                        |
| --------- | --------------------------------------------------------------------------------------------- | --------------------------------------------- | ----------------------------------- | ---------------------------------- | ---------------------------------------------------------- |
| 9 giugno  | Queen's Club Championships 1986 Londra, Gran Bretagna Erba - 237 400 $ Singolare - Doppio     | Tim Mayotte 6-4 2-1 ritiro                    | Jimmy Connors                       | Robert Seguso Stefan Edberg        | Paul Annacone Ramesh Krishnan Tim Wilkison Boris Becker    |
| 9 giugno  | Queen's Club Championships 1986 Londra, Gran Bretagna Erba - 237 400 $ Singolare - Doppio     | Kevin Curren Guy Forget 6–2, 7–6              | Darren Cahill Mark Kratzmann        | Robert Seguso Stefan Edberg        | Paul Annacone Ramesh Krishnan Tim Wilkison Boris Becker    |
| 9 giugno  | Bologna Open 1986 Bologna, Italia Terra rossa - 85 000 $ Singolare - Doppio                   | Martín Jaite 6-2 4-6 6-4                      | Paolo Canè                          | Kent Carlsson Francisco Maciel     | Horacio de la Peña Simone Colombo Diego Pérez Sergio Casal |
| 9 giugno  | Bologna Open 1986 Bologna, Italia Terra rossa - 85 000 $ Singolare - Doppio                   | Paolo Canè Simone Colombo 6–1, 6–2            | Claudio Panatta Blaine Willenborg   | Kent Carlsson Francisco Maciel     | Horacio de la Peña Simone Colombo Diego Pérez Sergio Casal |
| 16 giugno | Bristol Open 1986 Bristol, Gran Bretagna Erba - 126 000 $ Singolare - Doppio                  | Vijay Amritraj 7-6 1-6 8-6                    | Henri Leconte                       | Bud Schultz Mark Woodforde         | Michiel Schapers Jeremy Bates Bob Green Tim Wilkison       |
| 16 giugno | Bristol Open 1986 Bristol, Gran Bretagna Erba - 126 000 $ Singolare - Doppio                  | Christo Steyn Danie Visser 6–7, 7–6, 12–10    | Mark Edmondson Wally Masur          | Bud Schultz Mark Woodforde         | Michiel Schapers Jeremy Bates Bob Green Tim Wilkison       |
| 16 giugno | Athens Open 1986 Atene, Grecia Terra rossa - 100 000 $ Singolare - Doppio                     | Henrik Sundström 6-0 7-5                      | Francisco Maciel                    | Juan Avendaño Pablo Arraya         | Claudio Panatta Fernando Luna Bruno Orešar Pedro Rebolledo |
| 16 giugno | Athens Open 1986 Atene, Grecia Terra rossa - 100 000 $ Singolare - Doppio                     | Libor Pimek Blaine Willenborg 5–7, 6–4, 6–2   | Carlos Di Laura Claudio Panatta     | Juan Avendaño Pablo Arraya         | Claudio Panatta Fernando Luna Bruno Orešar Pedro Rebolledo |
| 23 giugno | Torneo di Wimbledon 1986 Wimbledon, Gran Bretagna Grande Slam Erba Singolare - Doppio - Misto | Boris Becker 6-4 6-3 7-5                      | Ivan Lendl                          | Slobodan Živojinović Henri Leconte | Tim Mayotte Ramesh Krishnan Miloslav Mečíř Pat Cash        |
| 23 giugno | Torneo di Wimbledon 1986 Wimbledon, Gran Bretagna Grande Slam Erba Singolare - Doppio - Misto | Joakim Nyström Mats Wilander 7–6(4), 6–3, 6–3 | Gary Donnelly Peter Fleming         | Slobodan Živojinović Henri Leconte | Tim Mayotte Ramesh Krishnan Miloslav Mečíř Pat Cash        |
| 23 giugno | Torneo di Wimbledon 1986 Wimbledon, Gran Bretagna Grande Slam Erba Singolare - Doppio - Misto | Kathy Jordan Ken Flach 6–3, 7–6(7)            | Martina Navrátilová Heinz Günthardt | Slobodan Živojinović Henri Leconte | Tim Mayotte Ramesh Krishnan Miloslav Mečíř Pat Cash        |

### Luglio
| Settimana | Torneo | Vincitore                                      | Finalista                        | Semifinalisti                    | Eliminati ai quarti                                          |
| --------- | --- | ---------------------------------------------- | -------------------------------- | -------------------------------- | ------------------------------------------------------------ |
| 7 luglio  | Swiss Open Gstaad 1986 Gstaad, Svizzera Terra rossa - 231 000 $ Singolare - Doppio                           | Stefan Edberg 7-5, 4-6, 6-1, 4-6, 6-2          | Roland Stadler                   | Jan Gunnarsson Emilio Sánchez    | Damir Keretić Mikael Pernfors Jakob Hlasek Tomáš Šmíd        |
| 7 luglio  | Swiss Open Gstaad 1986 Gstaad, Svizzera Terra rossa - 231 000 $ Singolare - Doppio                           | Sergio Casal Emilio Sánchez 6-3, 3-6, 6-3      | Stefan Edberg Joakim Nyström     | Jan Gunnarsson Emilio Sánchez    | Damir Keretić Mikael Pernfors Jakob Hlasek Tomáš Šmíd        |
| 7 luglio  | Hall of Fame Tennis Championships 1986 Newport, USA Erba - 117 000 $ Singolare - Doppio                      | Bill Scanlon 7-5 6-4                           | Tim Wilkison                     | Danie Visser Eddie Edwards       | Ricardo Acuña Glenn Layendecker Marc Flur Val Wilder         |
| 7 luglio  | Hall of Fame Tennis Championships 1986 Newport, USA Erba - 117 000 $ Singolare - Doppio                      | Vijay Amritraj Tim Wilkison 4-6, 7-5, 7-6      | Eddie Edwards Francisco González | Danie Visser Eddie Edwards       | Ricardo Acuña Glenn Layendecker Marc Flur Val Wilder         |
| 7 luglio  | Bordeaux Open 1986 Bordeaux, Francia Terra rossa - 150 000 $ Singolare - Doppio                              | Paolo Canè 6-4 1-6 7-5                         | Kent Carlsson                    | Ulf Stenlund Ronald Agénor       | Thierry Champion Diego Pérez Libor Pimek Thierry Tulasne     |
| 7 luglio  | Bordeaux Open 1986 Bordeaux, Francia Terra rossa - 150 000 $ Singolare - Doppio                              | Jordi Arrese David de Miguel Lapiedra 7-5, 6-4 | Ronald Agénor Mansour Bahrami    | Ulf Stenlund Ronald Agénor       | Thierry Champion Diego Pérez Libor Pimek Thierry Tulasne     |
| 21 luglio | Swedish Open 1986 Båstad, Svezia Terra rossa - 125 000 $ Singolare - Doppio                                  | Emilio Sánchez 7-6 4-6 6-4                     | Mats Wilander                    | Miloslav Mečíř Stefan Edberg     | Eric Jelen Mikael Pernfors Paolo Canè Ulf Stenlund           |
| 21 luglio | Swedish Open 1986 Båstad, Svezia Terra rossa - 125 000 $ Singolare - Doppio                                  | Sergio Casal Emilio Sánchez 6-4, 6-2           | Craig Campbell Joey Rive         | Miloslav Mečíř Stefan Edberg     | Eric Jelen Mikael Pernfors Paolo Canè Ulf Stenlund           |
| 21 luglio | Livingston Open 1986 Livingston, Stati Uniti Cemento - 125 000 $ Singolare - Doppio                          | Brad Gilbert 6-2 6-2                           | Mike Leach                       | Wally Masur Christo van Rensburg | Greg Holmes Jay Lapidus Ramesh Krishnan Sammy Giammalva      |
| 21 luglio | Livingston Open 1986 Livingston, Stati Uniti Cemento - 125 000 $ Singolare - Doppio                          | Bob Green Wally Masur 5–7, 6–4, 6–4            | Sammy Giammalva Jr. Greg Holmes  | Wally Masur Christo van Rensburg | Greg Holmes Jay Lapidus Ramesh Krishnan Sammy Giammalva      |
| 21 luglio | U.S. Pro Tennis Championships 1986 Boston, Massachusetts, Stati Uniti Cemento - 279 000 $ Singolare - Doppio | Andrés Gómez 7-5 6-4                           | Martín Jaite                     | Kent Carlsson Horacio de la Peña | Aaron Krickstein Guillermo Vilas Jimmy Arias Thierry Tulasne |
| 21 luglio | U.S. Pro Tennis Championships 1986 Boston, Massachusetts, Stati Uniti Cemento - 279 000 $ Singolare - Doppio | Hans Gildemeister Andrés Gómez 4-6, 7-5, 6-0   | Dan Cassidy Mel Purcell          | Kent Carlsson Horacio de la Peña | Aaron Krickstein Guillermo Vilas Jimmy Arias Thierry Tulasne |
| 28 luglio | Dutch Open 1986 Hilversum, Paesi Bassi Terra rossa - 100 000 $ Singolare - Doppio                            | Thomas Muster 6-1 6-3 6-3                      | Jakob Hlasek                     | Menno Oosting Emilio Sánchez     | Miloslav Mečíř Andreas Maurer Paolo Canè Marián Vajda        |
| 28 luglio | Dutch Open 1986 Hilversum, Paesi Bassi Terra rossa - 100 000 $ Singolare - Doppio                            | Miloslav Mečíř Tomáš Šmíd 6-4 6-2              | Tom Nijssen Johan Vekemans       | Menno Oosting Emilio Sánchez     | Miloslav Mečíř Andreas Maurer Paolo Canè Marián Vajda        |
| 28 luglio | Washington Open 1986 Washington, Stati Uniti Cemento - 220 000 $ Singolare - Doppio                          | Karel Nováček 6-1 7-6                          | Thierry Tulasne                  | Andrés Gómez Jimmy Arias         | Aaron Krickstein Kent Carlsson Martín Jaite Johan Carlsson   |
| 28 luglio | Washington Open 1986 Washington, Stati Uniti Cemento - 220 000 $ Singolare - Doppio                          | Hans Gildemeister Andrés Gómez 6-3, 7-5        | Ricardo Acioly César Kist        | Andrés Gómez Jimmy Arias         | Aaron Krickstein Kent Carlsson Martín Jaite Johan Carlsson   |

### Agosto
| Settimana | Torneo                                                                                              | Vincitore                                                 | Finalista                          | Semifinalisti                      | Eliminati ai quarti                                            |
| --------- | --------------------------------------------------------------------------------------------------- | --------------------------------------------------------- | ---------------------------------- | ---------------------------------- | -------------------------------------------------------------- |
| 4 agosto  | Austrian Open 1986 Kitzbühel, Austria Terra rossa - 174 000 $ Singolare - Doppio                    | Miloslav Mečíř 6–4, 4–6, 6–1, 2–6, 6–3                    | Andrés Gómez                       | Joakim Nyström Emilio Sánchez      | Horacio de la Peña Horst Skoff Martín Jaite Tomáš Šmíd         |
| 4 agosto  | Austrian Open 1986 Kitzbühel, Austria Terra rossa - 174 000 $ Singolare - Doppio                    | Heinz Günthardt Tomáš Šmíd 4–6, 6–3, 7–6                  | Hans Gildemeister Andrés Gómez     | Joakim Nyström Emilio Sánchez      | Horacio de la Peña Horst Skoff Martín Jaite Tomáš Šmíd         |
| 4 agosto  | ATP Volvo International 1986 Stratton Mountain, Vermont, USA Cemento - 315 000 $ Singolare - Doppio | Ivan Lendl 6-4 7-6                                        | Boris Becker                       | Jimmy Connors John McEnroe         | Brad Gilbert Robert Seguso Andre Agassi Martin Laurendeau      |
| 4 agosto  | ATP Volvo International 1986 Stratton Mountain, Vermont, USA Cemento - 315 000 $ Singolare - Doppio | Peter Fleming John McEnroe 6–3, 3–6, 6–3                  | Paul Annacone Christo van Rensburg | Jimmy Connors John McEnroe         | Brad Gilbert Robert Seguso Andre Agassi Martin Laurendeau      |
| 11 agosto | ATP Saint-Vincent 1986 Saint-Vincent, Italia Terra rossa - 85 000 $ Singolare - Doppio              | Simone Colombo 2-6 6-3 7-6                                | Paul McNamee                       | Guillermo Pérez Roldán Libor Pimek | Alex Antonitsch Marcelo Ingaramo Lawson Duncan Mansour Bahrami |
| 11 agosto | ATP Saint-Vincent 1986 Saint-Vincent, Italia Terra rossa - 85 000 $ Singolare - Doppio              | Libor Pimek Pavel Složil 6–3, 6–3                         | Charles Cox Jake Spicer            | Guillermo Pérez Roldán Libor Pimek | Alex Antonitsch Marcelo Ingaramo Lawson Duncan Mansour Bahrami |
| 11 agosto | Canada Open 1986 Toronto, Canada Cemento - 325 000 $ Singolare - Doppio                             | Boris Becker 6-4 3-6 6-3                                  | Stefan Edberg                      | Christo Steyn Jonathan Canter      | Kevin Curren Robert Seguso Marcel Freeman Bud Schultz          |
| 11 agosto | Canada Open 1986 Toronto, Canada Cemento - 325 000 $ Singolare - Doppio                             | Chip Hooper Mike Leach 6-7, 6–3, 6-3                      | Boris Becker Slobodan Živojinović  | Christo Steyn Jonathan Canter      | Kevin Curren Robert Seguso Marcel Freeman Bud Schultz          |
| 18 agosto | Cincinnati Open 1986 Cincinnati, Stati Uniti Cemento - 350 000 $ Singolare - Doppio                 | Mats Wilander 6-4 6-1                                     | Jimmy Connors                      | Stefan Edberg Mikael Pernfors      | Emilio Sánchez Tim Wilkison Kevin Curren Kent Carlsson         |
| 18 agosto | Cincinnati Open 1986 Cincinnati, Stati Uniti Cemento - 350 000 $ Singolare - Doppio                 | Mark Kratzmann Kim Warwick 6-3, 6-4                       | Christo Steyn Danie Visser         | Stefan Edberg Mikael Pernfors      | Emilio Sánchez Tim Wilkison Kevin Curren Kent Carlsson         |
| 25 agosto | US Open 1986 New York, Stati Uniti Grande Slam Cemento - 128S/64D Singolare - Doppio - Doppio misto | Ivan Lendl 6-4 6-2 6-0                                    | Miloslav Mečíř                     | Stefan Edberg Boris Becker         | Henri Leconte Tim Wilkison Milan Šrejber Joakim Nyström        |
| 25 agosto | US Open 1986 New York, Stati Uniti Grande Slam Cemento - 128S/64D Singolare - Doppio - Doppio misto | Andrés Gómez Slobodan Živojinović 4–6, 6–3, 6–3, 4–6, 6–3 | Joakim Nyström Mats Wilander       | Stefan Edberg Boris Becker         | Henri Leconte Tim Wilkison Milan Šrejber Joakim Nyström        |
| 25 agosto | US Open 1986 New York, Stati Uniti Grande Slam Cemento - 128S/64D Singolare - Doppio - Doppio misto | Doppio Misto: Raffaella Reggi Sergio Casal 6-4, 6-4       | Martina Navrátilová Peter Fleming  | Stefan Edberg Boris Becker         | Henri Leconte Tim Wilkison Milan Šrejber Joakim Nyström        |

### Settembre
| Settimana    | Torneo | Vincitore                                   | Finalista                       | Semifinalisti                         | Eliminati ai quarti                                                  |
| ------------ | --- | ------------------------------------------- | ------------------------------- | ------------------------------------- | -------------------------------------------------------------------- |
| 8 settembre  | Mercedes Cup 1986 Stoccarda, Germania Terra rossa - 188 250 $ Singolare - Doppio                                | Martín Jaite 7-5 6-2                        | Jonas Svensson                  | Andrés Gómez Ulf Stenlund             | David de Miguel Lapiedra Horst Skoff Guillermo Vilas Mikael Pernfors |
| 8 settembre  | Mercedes Cup 1986 Stoccarda, Germania Terra rossa - 188 250 $ Singolare - Doppio                                | Hans Gildemeister Andrés Gómez 6-4, 6-3     | Mansour Bahrami Diego Pérez     | Andrés Gómez Ulf Stenlund             | David de Miguel Lapiedra Horst Skoff Guillermo Vilas Mikael Pernfors |
| 8 settembre  | Geneva Open 1986 Ginevra, Svizzera Terra rossa - 200 000 $ Singolare - Doppio                                   | Henri Leconte 7-5 6-3                       | Thierry Tulasne                 | Eduardo Bengoechea Christian Miniussi | Martin Wostenholme Juan Avendaño Fernando Luna Jorge Bardou          |
| 8 settembre  | Geneva Open 1986 Ginevra, Svizzera Terra rossa - 200 000 $ Singolare - Doppio                                   | Andreas Maurer Jörgen Windahl 6–4, 3–6, 6–4 | Gustavo Luza Gustavo Tiberti    | Eduardo Bengoechea Christian Miniussi | Martin Wostenholme Juan Avendaño Fernando Luna Jorge Bardou          |
| 15 settembre | ATP German Open 1986 Amburgo, Germania dell'Ovest Terra rossa - 250 000 $ Singolare - Doppio                    | Henri Leconte 6-2, 5-7, 6-4, 6-2            | Miloslav Mečíř                  | Emilio Sánchez Kent Carlsson          | Mel Purcell Thomas Muster Jakob Hlasek Henrik Sundström              |
| 15 settembre | ATP German Open 1986 Amburgo, Germania dell'Ovest Terra rossa - 250 000 $ Singolare - Doppio                    | Sergio Casal Emilio Sánchez 6-1, 7-5        | Boris Becker Eric Jelen         | Emilio Sánchez Kent Carlsson          | Mel Purcell Thomas Muster Jakob Hlasek Henrik Sundström              |
| 15 settembre | Los Angeles Open 1986 Los Angeles, California, Stati Uniti Cemento - 315 000 $ Singolare - Doppio               | John McEnroe 6-2 6-3                        | Stefan Edberg                   | Peter Lundgren Brad Gilbert           | Derrick Rostagno Jaime Yzaga David Pate Pat Cash                     |
| 15 settembre | Los Angeles Open 1986 Los Angeles, California, Stati Uniti Cemento - 315 000 $ Singolare - Doppio               | Stefan Edberg Anders Järryd 3-6, 7-5, 7-6   | Peter Fleming John McEnroe      | Peter Lundgren Brad Gilbert           | Derrick Rostagno Jaime Yzaga David Pate Pat Cash                     |
| 22 settembre | Torneo Godó 1986 Barcellona, Spagna Terra rossa - 225 000 $ Singolare - Doppio                                  | Kent Carlsson 6-2 6-2 6-0                   | Andreas Maurer                  | Horst Skoff Tomáš Šmíd                | Milan Šrejber David de Miguel Lapiedra Diego Pérez Guy Forget        |
| 22 settembre | Torneo Godó 1986 Barcellona, Spagna Terra rossa - 225 000 $ Singolare - Doppio                                  | Jan Gunnarsson Joakim Nyström 6-3, 6-4      | Carlos Di Laura Claudio Panatta | Horst Skoff Tomáš Šmíd                | Milan Šrejber David de Miguel Lapiedra Diego Pérez Guy Forget        |
| 22 settembre | Pacific Coast Championships 1986 San Francisco, California, USA Sintetico indoor - 289 000 $ Singolare - Doppio | John McEnroe 7-6 6-3                        | Jimmy Connors                   | Stefan Edberg Anders Järryd           | Jim Grabb John Sadri David Pate Peter Lundgren                       |
| 22 settembre | Pacific Coast Championships 1986 San Francisco, California, USA Sintetico indoor - 289 000 $ Singolare - Doppio | Peter Fleming John McEnroe 6-4, 7-6         | Mike De Palmer Gary Donnelly    | Stefan Edberg Anders Järryd           | Jim Grabb John Sadri David Pate Peter Lundgren                       |
| 29 settembre | Campionati Internazionali di Sicilia 1986 Palermo, Italia Terra rossa - 100 000 $ Singolare - Doppio            | Ulf Stenlund 6-2 6-3                        | Pablo Arraya                    | Simone Colombo Claudio Mezzadri       | Mark Dickson Jimmy Brown Ronald Agénor Corrado Aprili                |
| 29 settembre | Campionati Internazionali di Sicilia 1986 Palermo, Italia Terra rossa - 100 000 $ Singolare - Doppio            | Paolo Canè Simone Colombo 7-5, 6-3          | Claudio Mezzadri Gianni Ocleppo | Simone Colombo Claudio Mezzadri       | Mark Dickson Jimmy Brown Ronald Agénor Corrado Aprili                |

### Ottobre
| Settimana  | Torneo                                                                                                | Vincitore                                  | Finalista                         | Semifinalisti                 | Eliminati ai quarti                                                   |
| ---------- | --- | ------------------------------------------ | --------------------------------- | ----------------------------- | --------------------------------------------------------------------- |
| 6 ottobre  | Grand Prix de Tennis de Toulouse 1986 Tolosa, Francia Sintetico indoor - 175 000 $ Singolare - Doppio | Guy Forget 4-6 6-3 6-2                     | Jan Gunnarsson                    | Diego Pérez Milan Šrejber     | Miloslav Mečíř Michiel Schapers Jakob Hlasek Thierry Tulasne          |
| 6 ottobre  | Grand Prix de Tennis de Toulouse 1986 Tolosa, Francia Sintetico indoor - 175 000 $ Singolare - Doppio | Miloslav Mečíř Tomáš Šmíd 6-2, 3-6, 6-4    | Jakob Hlasek Pavel Složil         | Diego Pérez Milan Šrejber     | Miloslav Mečíř Michiel Schapers Jakob Hlasek Thierry Tulasne          |
| 6 ottobre  | Tel Aviv Open 1986 Tel Aviv, Israele Cemento - 100 000 $ Singolare - Doppio                           | Brad Gilbert 7-5 6-2                       | Aaron Krickstein                  | Christo Steyn Amos Mansdorf   | Gilad Bloom Michael Westphal Andrew Sznajder Peter Carlsson           |
| 6 ottobre  | Tel Aviv Open 1986 Tel Aviv, Israele Cemento - 100 000 $ Singolare - Doppio                           | John Letts Peter Lundgren 6–3, 3–6, 6–3    | Christo Steyn Danie Visser        | Christo Steyn Amos Mansdorf   | Gilad Bloom Michael Westphal Andrew Sznajder Peter Carlsson           |
| 6 ottobre  | WCT Scottsdale Open 1986 Scottsdale, Arizona, Stati Uniti Cemento - 279 000 $ Singolare - Doppio      | John McEnroe 6-3 3-6 6-2                   | Kevin Curren                      | David Pate Todd Witsken       | Glenn Layendecker Jim Grabb Marty Davis Sammy Giammalva               |
| 6 ottobre  | WCT Scottsdale Open 1986 Scottsdale, Arizona, Stati Uniti Cemento - 279 000 $ Singolare - Doppio      | Leonardo Lavalle Mike Leach 7–6, 6–4       | Scott Davis David Pate            | David Pate Todd Witsken       | Glenn Layendecker Jim Grabb Marty Davis Sammy Giammalva               |
| 13 ottobre | Japan Open Tennis Championships 1986 Tokyo, Giappone Cemento - 145 000 $ Singolare - Doppio           | Ramesh Krishnan 6-3 6-1                    | Johan Carlsson                    | Kelly Jones Jaime Yzaga       | David Pate Jonathan Canter Mike De Palmer Paul Chamberlin             |
| 13 ottobre | Japan Open Tennis Championships 1986 Tokyo, Giappone Cemento - 145 000 $ Singolare - Doppio           | Matt Anger Ken Flach 6-2, 6-3              | Jimmy Arias Greg Holmes           | Kelly Jones Jaime Yzaga       | David Pate Jonathan Canter Mike De Palmer Paul Chamberlin             |
| 13 ottobre | Australian Indoor Championships 1986 Sydney, Australia Cemento indoor - 345 000 $ Singolare - Doppio  | Boris Becker 3–6, 7–6, 6–2, 6–0            | Ivan Lendl                        | Pat Cash Glenn Layendecker    | Wally Masur Cary Stansbury Marcel Freeman Broderick Dyke              |
| 13 ottobre | Australian Indoor Championships 1986 Sydney, Australia Cemento indoor - 345 000 $ Singolare - Doppio  | Boris Becker John Fitzgerald 6–4, 7–6      | Peter McNamara Paul McNamee       | Pat Cash Glenn Layendecker    | Wally Masur Cary Stansbury Marcel Freeman Broderick Dyke              |
| 13 ottobre | Swiss Indoors 1986 Basilea, Svizzera Cemento indoor - 175 000 $ Singolare - Doppio                    | Stefan Edberg 7-6, 6-2, 6-7, 7-6           | Yannick Noah                      | Brad Gilbert Tomáš Šmíd       | Stefan Eriksson Gary Muller Danie Visser Aaron Krickstein             |
| 13 ottobre | Swiss Indoors 1986 Basilea, Svizzera Cemento indoor - 175 000 $ Singolare - Doppio                    | Guy Forget Yannick Noah 7-6, 6-4           | Jan Gunnarsson Tomáš Šmíd         | Brad Gilbert Tomáš Šmíd       | Stefan Eriksson Gary Muller Danie Visser Aaron Krickstein             |
| 20 ottobre | Vienna Open 1986 Vienna, Austria Sintetico indoor - 150 000 $ Singolare - Doppio                      | Brad Gilbert 3–6, 6–3, 7–5, 6–0            | Karel Nováček                     | Jonas Svensson Jan Gunnarsson | Richard Matuszewski Ricki Osterthun Michiel Schapers Michael Westphal |
| 20 ottobre | Vienna Open 1986 Vienna, Austria Sintetico indoor - 150 000 $ Singolare - Doppio                      | Ricardo Acioly Wojciech Fibak Walkover     | Brad Gilbert Slobodan Živojinović | Jonas Svensson Jan Gunnarsson | Richard Matuszewski Ricki Osterthun Michiel Schapers Michael Westphal |
| 20 ottobre | Tokyo Indoor 1986 Tokyo, Giappone Sintetico indoor - 300 000 $ Singolare - Doppio                     | Boris Becker 7-6 6-1                       | Stefan Edberg                     | Ivan Lendl Jimmy Connors      | Scott Davis David Pate Eric Jelen Paul Annacone                       |
| 20 ottobre | Tokyo Indoor 1986 Tokyo, Giappone Sintetico indoor - 300 000 $ Singolare - Doppio                     | Mike De Palmer Gary Donnelly 6-3, 7-5      | Andrés Gómez Ivan Lendl           | Ivan Lendl Jimmy Connors      | Scott Davis David Pate Eric Jelen Paul Annacone                       |
| 27 ottobre | Paris Open 1986 Parigi, Francia Sintetico indoor - 500 000 $ Singolare - Doppio                       | Boris Becker 6-4 6-3 7-6                   | Sergio Casal                      | Henri Leconte Tim Mayotte     | Jonas Svensson Mikael Pernfors John McEnroe Yannick Noah              |
| 27 ottobre | Paris Open 1986 Parigi, Francia Sintetico indoor - 500 000 $ Singolare - Doppio                       | Peter Fleming John McEnroe 6–3, 6–2        | Mansour Bahrami Diego Pérez       | Henri Leconte Tim Mayotte     | Jonas Svensson Mikael Pernfors John McEnroe Yannick Noah              |
| 27 ottobre | Hong Kong Open 1986 Hong Kong, Hong Kong Cemento - 200 000 $ Singolare - Doppio                       | Ramesh Krishnan 7-6 6-0 7-5                | Andrés Gómez                      | Pat Cash Aaron Krickstein     | Jimmy Connors Jonathan Canter Andrej Česnokov Scott Davis             |
| 27 ottobre | Hong Kong Open 1986 Hong Kong, Hong Kong Cemento - 200 000 $ Singolare - Doppio                       | Mike De Palmer Gary Donnelly 7–6, 6–7, 7–5 | Pat Cash Mark Kratzmann           | Pat Cash Aaron Krickstein     | Jimmy Connors Jonathan Canter Andrej Česnokov Scott Davis             |

### Novembre
| Settimana   | Torneo                                                                                            | Vincitore                                         | Finalista                     | Semifinalisti                           | Eliminati ai quarti                                                 |
| ----------- | ------------------------------------------------------------------------------------------------- | ------------------------------------------------- | ----------------------------- | --------------------------------------- | ------------------------------------------------------------------- |
| 3 novembre  | Stockholm Open 1986 Stoccolma, Svezia Cemento indoor - 350 000 $ Singolare - Doppio               | Stefan Edberg 6-2 6-1 6-1                         | Mats Wilander                 | Henri Leconte Guy Forget                | Richard Matuszewski Tim Mayotte Kent Carlsson Gary Donnelly         |
| 3 novembre  | Stockholm Open 1986 Stoccolma, Svezia Cemento indoor - 350 000 $ Singolare - Doppio               | Sherwood Stewart Kim Warwick 4–6, 6–1, 7–5        | Pat Cash Slobodan Živojinović | Henri Leconte Guy Forget                | Richard Matuszewski Tim Mayotte Kent Carlsson Gary Donnelly         |
| 10 novembre | ATP Buenos Aires 1986 Buenos Aires, Argentina Terra rossa - 85 000 $ Singolare - Doppio           | Jay Berger 6-3 6-3                                | Franco Davín                  | Roberto Argüello Guillermo Pérez Roldán | Alejandro Ganzábal José López Maeso Francisco Maciel Carl Uwe Steeb |
| 10 novembre | ATP Buenos Aires 1986 Buenos Aires, Argentina Terra rossa - 85 000 $ Singolare - Doppio           | Loïc Courteau Horst Skoff 3–6, 6–4, 6–3           | Gustavo Luza Gustavo Tiberti  | Roberto Argüello Guillermo Pérez Roldán | Alejandro Ganzábal José López Maeso Francisco Maciel Carl Uwe Steeb |
| 10 novembre | Wembley Championshisp 1986 Wembley, Gran Bretagna Sintetico indoor - 286 000 $ Singolare - Doppio | Yannick Noah 6-2, 6-3, 6-7, 4-6, 7-5              | Jonas Svensson                | Kevin Curren Libor Pimek                | Jakob Hlasek Johan Kriek Pat Cash David Pate                        |
| 10 novembre | Wembley Championshisp 1986 Wembley, Gran Bretagna Sintetico indoor - 286 000 $ Singolare - Doppio | John McEnroe Peter Fleming 3-6, 7-6, 6-2          | Sherwood Stewart Kim Warwick  | Kevin Curren Libor Pimek                | Jakob Hlasek Johan Kriek Pat Cash David Pate                        |
| 17 novembre | Houston Open 1986 Houston, Stati Uniti Sintetico indoor - 279 000 $ Singolare - Doppio            | Slobodan Živojinović 6-1 4-6 6-3                  | Scott Davis                   | Eliot Teltscher Derrick Rostagno        | Jimmy Connors Aaron Krickstein Brad Pearce Bill Scanlon             |
| 17 novembre | Houston Open 1986 Houston, Stati Uniti Sintetico indoor - 279 000 $ Singolare - Doppio            | Ricardo Acuña Brad Pearce 6-4, 7-5                | Chip Hooper Mike Leach        | Eliot Teltscher Derrick Rostagno        | Jimmy Connors Aaron Krickstein Brad Pearce Bill Scanlon             |
| 17 novembre | South African Open 1986 Johannesburg, Sudafrica Cemento - 375 000 $ Singolare - Doppio            | Amos Mansdorf 6–3, 3–6, 6–2, 7–5                  | Matt Anger                    | Eddie Edwards Johan Kriek               | Andrés Gómez Broderick Dyke Danie Visser Michael Westphal           |
| 17 novembre | South African Open 1986 Johannesburg, Sudafrica Cemento - 375 000 $ Singolare - Doppio            | Mike De Palmer Christo van Rensburg 3-6, 6-2, 7-6 | Andrés Gómez Sherwood Stewart | Eddie Edwards Johan Kriek               | Andrés Gómez Broderick Dyke Danie Visser Michael Westphal           |
| 23 novembre | ATP Itaparica 1986 Itaparica, Brasile Cemento - 145 000 $ Singolare - Doppio                      | Andrés Gómez 4-6 6-4 6-4                          | Jean-Philippe Fleurian        | Ivan Kley Francisco Maciel              | Marián Vajda João Soares Diego Pérez Mark Dickson                   |
| 23 novembre | ATP Itaparica 1986 Itaparica, Brasile Cemento - 145 000 $ Singolare - Doppio                      | Chip Hooper Mike Leach 7–5, 6–3                   | Loïc Courteau Guy Forget      | Ivan Kley Francisco Maciel              | Marián Vajda João Soares Diego Pérez Mark Dickson                   |

### Dicembre
| Settimana   | Torneo                                                                                     | Vincitore                                 | Finalista               | Semifinalisti | Eliminati ai quarti |
| ----------- | ------------------------------------------------------------------------------------------ | ----------------------------------------- | ----------------------- | ------------- | ------------------- |
| 1º dicembre | Nabisco Masters 1986 New York, Stati Uniti Sintetico indoor - 500 000 $ Singolare - Doppio | Ivan Lendl 6-4 6-4 6-4                    | Boris Becker            |               |                     |
| 1º dicembre | Nabisco Masters 1986 New York, Stati Uniti Sintetico indoor - 500 000 $ Singolare - Doppio | Stefan Edberg Anders Järryd 6-3, 7-6, 6-3 | Guy Forget Yannick Noah |               |                     |

## Debutti
- Andre Agassi